# 大阪国際福祉専門学校

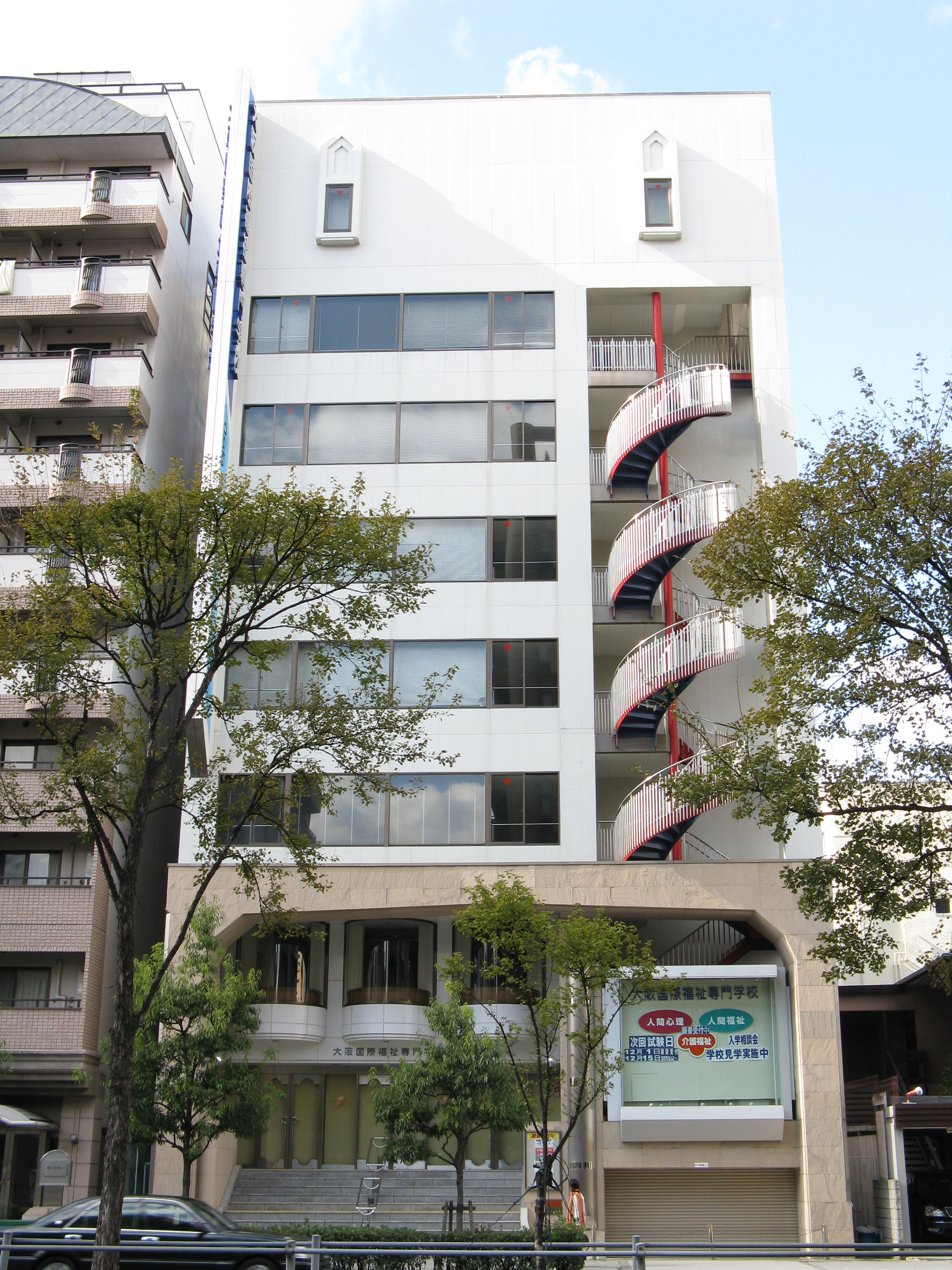
大阪国際福祉専門学校

大阪国際福祉専門学校（おおさかこくさいふくしせんもんがっこう）は、学校法人夕陽丘学院がかつて運営していた大阪市天王寺区にあった専修学校。
学校法人夕陽丘学院には、同じ天王寺区の夕陽丘予備校も同一法人として運営している。また、大阪夕陽丘学園短期大学とは別法人。

## 沿革
1989年4月に大阪女子国際専門学校として開校。設置学科は、日本文化科、人間関係科、国際関係科、外国語科の4学科。
2000年4月　保健福祉科を新設。また、男女共学として校名を大阪国際福祉専門学校とする。
2003年4月　介護福祉科を新設。
2007年4月　人間関係科を人間心理科に改組。また、保健福祉科を人間福祉科に改組。
2009年4月　社会福祉士養成通信課程（一般養成）を開講。
2015年4月　人間心理科を心理・医療事務科に改組。

2023年4月の入学生（第35期生）を最後に生徒募集停止。
（社会福祉士養成通信課程も同じく、募集停止）
2025年3月閉校。卒業証明書等の証明書類発行は、新たに設置される「大阪国際福祉資格センター」で行われる。
2025年4月　社会福祉士養成通信課程は同法人内に新しく設置された「大阪国際福祉資格センター」として開設。（所在地は天王寺区 堀越町4-31 とする。）

## 概要
鉄筋8階建ビルで地下1階部分には入浴実習室と駐輪場。
アプローチ階段を上がって自動扉を過ぎれば煌びやかなシャンデリアと2階学生フロアへと通じる螺旋階段が印象的なエントランスロビーとなっている。
4階・5階・6階の各フロアには普通教室があり、IT教室や家政実習室、カウンセリングルームや図書室・閲覧室・自習室などの特別教室は3階と7階に配置されている。
最上階の8階は広い介護実習室があり、入学式や卒業式を挙行する講堂として活用される場合もある。

## 学科
- 心理・医療事務科
- 介護福祉科
- 社会福祉士養成通信課程

## 編入・進学実績
- 名古屋大学
- 立正大学
- 京都文教大学
- 立命館大学
- 追手門学院大学
- 大阪経済大学
- 大阪人間科学大学
- 関西大学
- 関西福祉科学大学
- 帝塚山学院大学
- 東京未来大学（通信課程）
- 大手前大学（通信課程）
- ほか

## 所在地
- 〒543-0075 大阪市天王寺区夕陽丘町3-10

最寄り駅は、Osaka Metro谷町線 四天王寺前夕陽ヶ丘駅